# Гиренко Олексій Юрійович
Олексі́й Ю́рійович Гире́нко (5 травня 1988, м. Люботин, Харківська область, УССР — 9 листопада 2023, с. Новодарівка, Пологівський район Запорізька область, Україна) — український військовослужбовець, солдат Збройних сил України, учасник російсько-української війни.

## Життєпис
Олексій Гиренко народився у м. Люботин 5 травня 1988 року. Олексій жив у Дергачах з 2015 року, працював будівельником.
Після початку повномасштабного вторгнення російської армії в Україну добровольцем пішов у ряди Збройних сил. З 23 березня брав участь у бойових діях під Харковом, потім у боях під Бахмутом. Влітку 2023 року брав участь у наступі українських сил на півдні України. Восени у складі свого підрозділу брав участь у боях у Запорізькій області. 9 листопада при виконанні бойового завдання в районі населеного пункту Новодарівка геройськи загинув у бою.
Чин за загиблим відбувся 14 листопада на Алеї Слави кладовища № 18 м. Харків. Без Олексія залишилась дружина і двоє дітей.

## Нагороди і вшанування
- Орден За мужність III ступеня (посмертно)[4]
- На честь Олексія перейменовано одну з вулиць у Люботинській міській громаді[5]